# Gilet
Gilet é um município da Espanha na província de Valência, Comunidade Valenciana. Tem 11,3 km² de área e em 2021 tinha 3 501 habitantes (densidade: 309,8 hab./km²).

## Demografia
| Variação demográfica do município entre 1991 e 2004 | Variação demográfica do município entre 1991 e 2004 | Variação demográfica do município entre 1991 e 2004 | Variação demográfica do município entre 1991 e 2004 |
| --------------------------------------------------- | --------------------------------------------------- | --------------------------------------------------- | --------------------------------------------------- |
| 1991                                                | 1996                                                | 2001                                                | 2004                                                |
| 1199                                                | 1433                                                | 1631                                                | 2118                                                |